# Bowers & Wilkins
Bowers & Wilkins (B&W) ist ein im Jahre 1966 von John Bowers (1923–1987) und Roy Wilkins unter dem Namen B&W Electronics in England gegründetes Audiotechnik-Unternehmen; es entwickelte sich aus einem gleichnamigen Radiogeschäft.
Im Jahr 2016 wurde das Unternehmen vom CEO Joe Atkins an das amerikanische Startup Eva Automation mit Sitz im Silicon Valley in den Vereinigten Staaten von Amerika verkauft, dessen CEO zu dem Zeitpunkt Gideon Yu war. Die zugehörigen Marken Rotel und Classé Audio waren von dem Verkauf ebenfalls betroffen.
Im Oktober 2020 übernahm Sound United LLC. (derzeitige Muttergesellschaft von Denon, Polk Audio, Marantz, Definitive Technology, Classé und Boston Acoustics) Bowers & Wilkins.
Im September 2022 übernahm der US-amerikanische Medizintechnik-Anbieter Masimo die Sound United LLC.

## Produkte

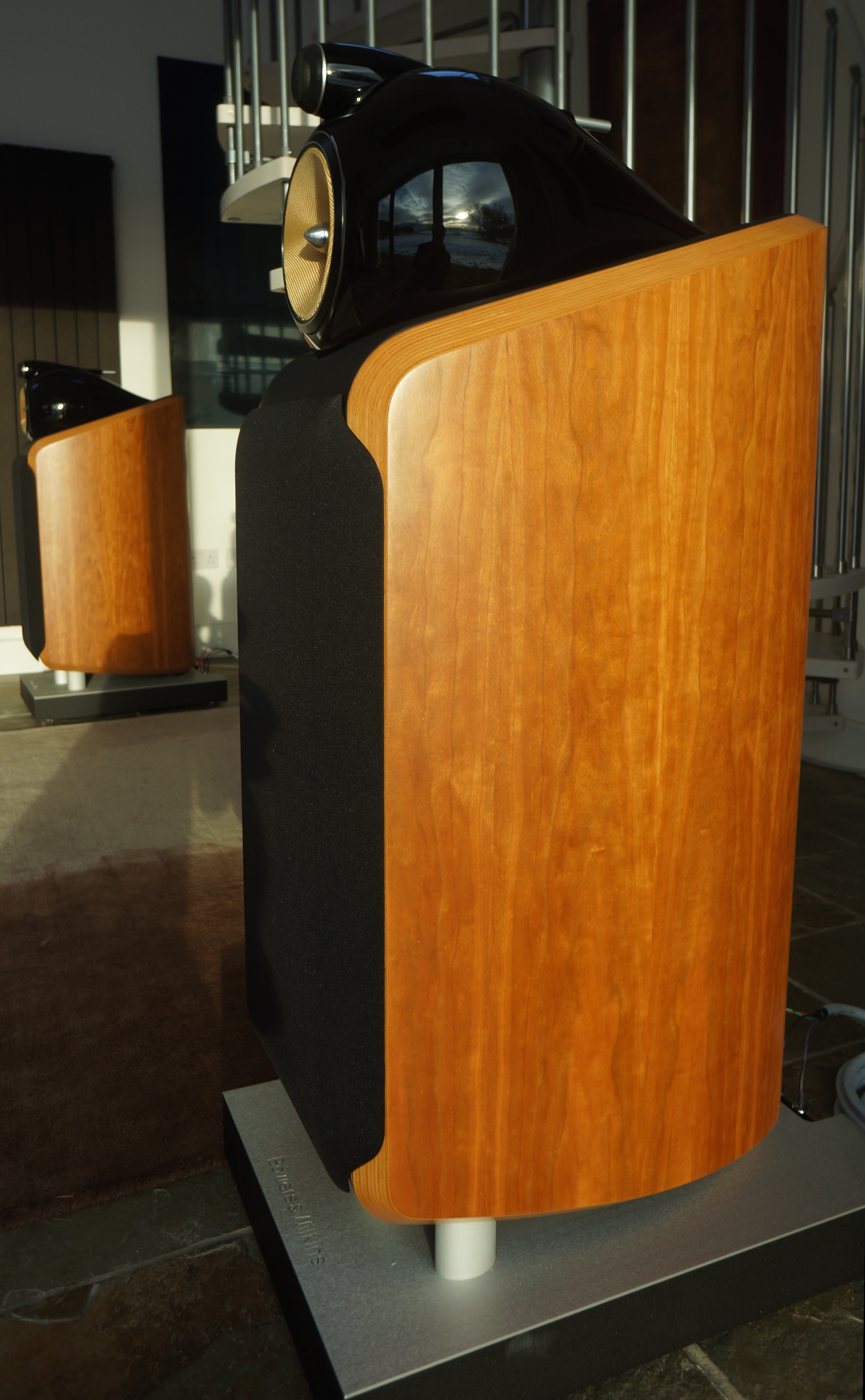
B&W 800 Diamond mit Hoch- und Mitteltöner im Nautilus-Design

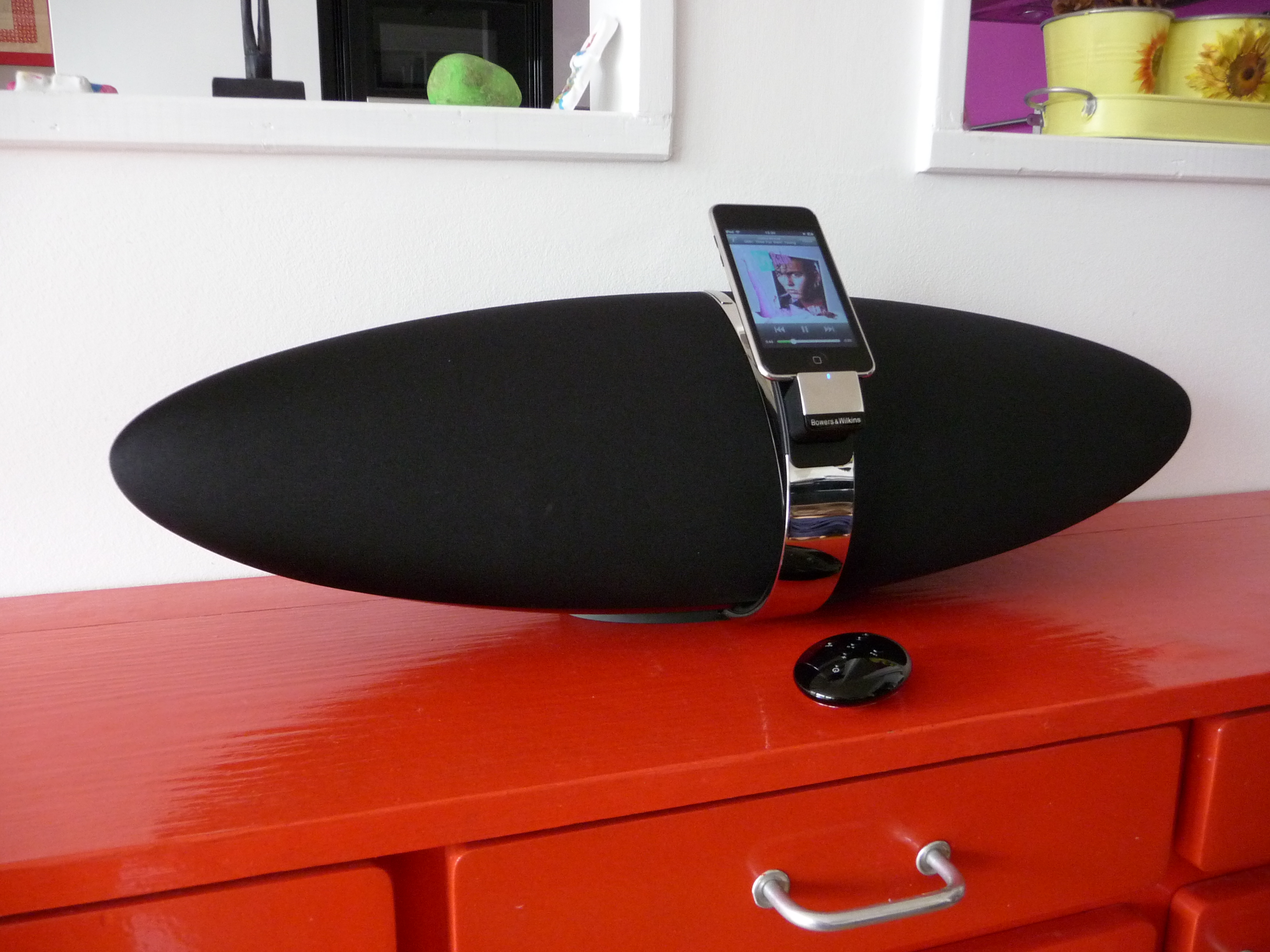
B&W Zeppelin

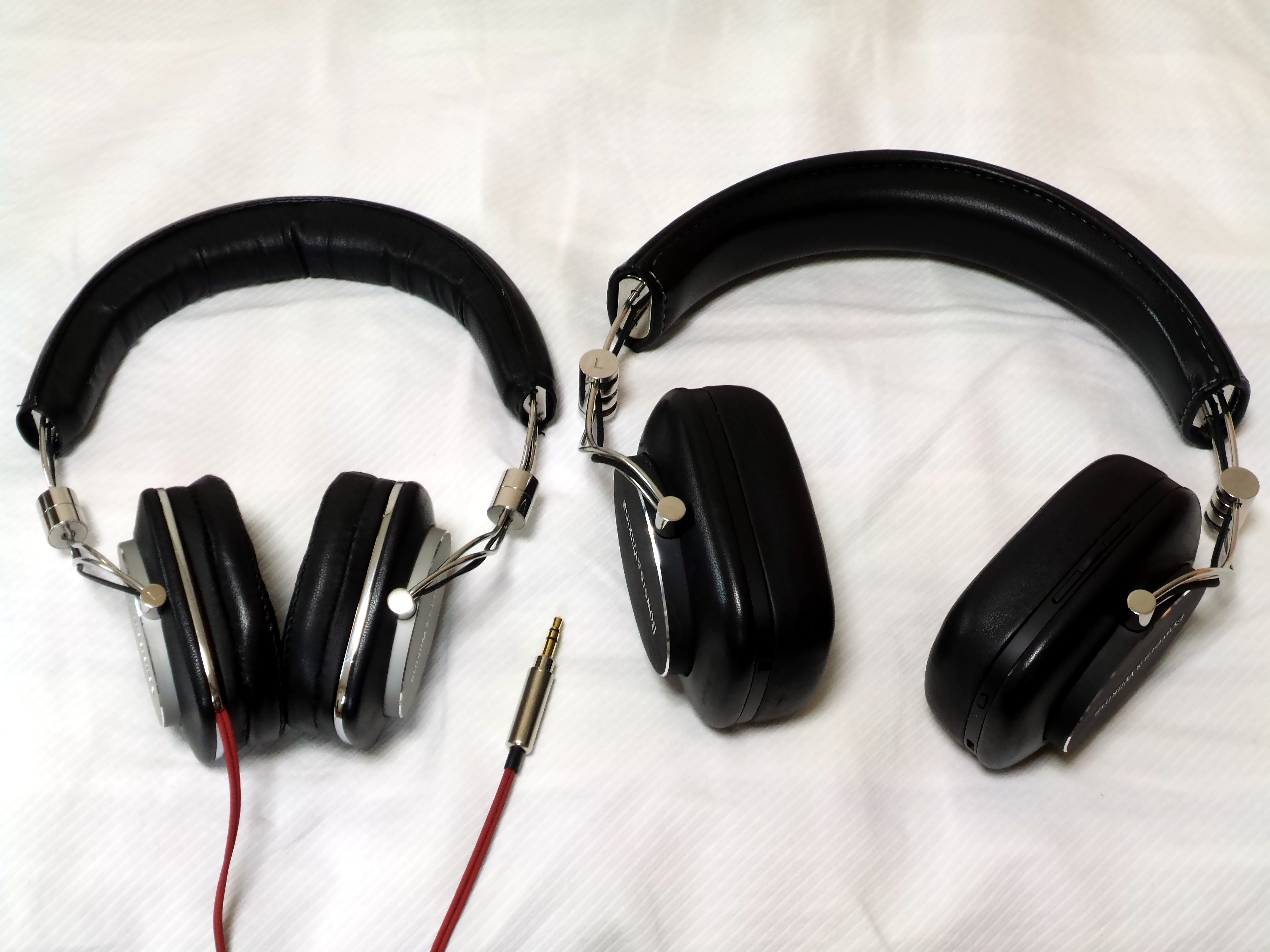
B&W Kopfhörer P5 (rotes Kabel keine Serienausstattung) und P7 (drahtlos)

Das Unternehmen entwickelt und produziert überwiegend Lautsprecher im Mittel- und Hochpreissegment, die sowohl im Heimgebrauch wie auch in Studios (obwohl sie vom Design und der Funktion keine Studiomonitore sind) Verwendung finden. Seit 2008 bedient Bowers & Wilkins mit seiner New-Media-Serie auch das Computer- und Mobilfunk-Segment. Bekanntester Spross dieser Serie ist der Bowers & Wilkins Zeppelin, der u. a. mit dem EISA-Award 2008–2009 als „Best Product“ im Segment Soundstation ausgezeichnet wurde.
Als bekanntester Lautsprecher des Unternehmens gilt die Nautilus aus dem Jahr 1993. Das Gehäuse in Form einer Schnecke beherbergt ein mit ausgelagerter Aktivweiche angesteuertes Vier-Wege-System. Der Lautsprecher setzt als erster die sogenannte Nautilus-Röhrentechnologie ein, bei der der vom Lautsprecher rückwärtig ins Gehäuse abgestrahlte Schallanteil über die umgekehrte Horngeometrie absorbiert wird. Klangliche Überlagerung des Musiksignals mit Geräuschen, die im Gehäuse und nicht in den Treibern entstehen, werden somit vermieden.
Eine weitere populäre Modellreihe ist die Serie Nautilus 800, die sich aktuell mit der 2010 vorgestellten Serie 800 Diamond in der dritten Auflage befindet. Deren Hochtonkalotten sind aus Industriediamanten gefertigt. Die Modelle zählen zu den im High-End-Bereich beliebtesten und am meisten gekauften Lautsprechern überhaupt.
Neben Rotel gehörte von 2001 bis 2018 auch Classé Audio zur B&W-Gruppe, die ihren Hauptsitz in Großbritannien hatte.
Im Sommer 2011 gab das Unternehmen bekannt, künftig auch sogenannte Ohrhörer vertreiben zu wollen. Mit dem Modell C5 wagte sich der Hersteller somit erstmals in das Segment vor.

## B&W Rhythm'n'Blues Festival
Seit 2003 veranstaltete B&W jährlich mit namhaften Künstlern ein Rhythm-’n’-Blues-Festival im OWL Event Center in Halle (Westfalen), dem Sitz der deutschen Vertriebsniederlassung B&W Group Germany GmbH.
Das Bowers & Wilkins Rhythm-’n’-Blues-Festival wurde 2022 nicht fortgeführt.